# Techlid
Techlid est une association loi de 1901 de six communes du Grand Lyon, et le nom de la zone commerciale et tertiaire de l'ouest lyonnais.
Elle a été absorbée par la Métropole de Lyon au 1er janvier 2019.
La zone d'activité comprend 4 000 sociétés et 27 000 emplois. Elle est le deuxième pôle tertiaire, après celui de La Part-Dieu

## Liste des communes
- Limonest
- Dardilly
- Lissieu
- Champagne-au-Mont-d'Or
- La Tour-de-Salvagny
- Charbonnières-les-Bains